# We are i☆Ris!!!
『We are i☆Ris!!!』（ウィー アー アイリス）は、i☆Risの1枚目のオリジナルアルバム。2015年4月8日にDIVE II entertainmentから発売された。

## 概要
i☆Risの1枚目のアルバム。
Type-A付属のDVDには2014年11月23日に六本木ブルーシアターにて開催された『i☆Ris 2nd Anniversary Live〜Dream Evolution〜』が、Type-B付属のDVDには2014年3月30日に新宿BLAZEにて開催された2ndワンマンライブ『i☆Ris STEP INTO THE RAINBOW』の一部が収録されている。
Type-Cのみ、シークレットトラックとしてi☆Risメンバーによるトークが収録されている。

## 収録曲

### CD（3形態共通）
1. Make it![4:15]
作詞：森月キャス、作曲・編曲：渡辺徹
  - テレビ東京系アニメ『プリパラ』第1クールオープニングテーマ。
2. 幻想曲WONDERLAND[5:28]
作詞：ACKO、作曲・編曲：永井ルイ
  - TBS系情報番組『ランク王国』12・1月度エンディングテーマ、テレ玉 アイドル情報番組『ウタ娘』3月度オープニングテーマ。
3. Defy the fate[4:13]
作詞：丸山真由子・Mio Aoyama、作曲：丸山真由子、編曲：清水武仁
4. Believe in[4:11]
作詞：eNu、作曲・編曲：R・O・N
山北早紀と澁谷梓希の二人での歌唱となっている。
5. 流星[4:21]
作詞・作曲・編曲：宮崎誠
茜屋日海夏と若井友希の二人での歌唱となっている。
6. Love Magic[4:00]
作詞・作曲・編曲：宮崎誠
芹澤優と久保田未夢の二人での歌唱となっている。
7. Color[4:31]
作詞・作曲：大久保友裕、編曲：五十嵐宏治
  - メ〜テレ・テレビ朝日系アニメ『バトルスピリッツ ソードアイズ』第1クールエンディングテーマ。
8. §Rainbow[5:27]
作詞：ACKO、作曲・編曲：永井ルイ
  - テレビ東京系アニメ『プリティーリズム・レインボーライブ』第2クールエンディングテーマ。
9. Believer's HEAVEN[4:09]
作詞：Mio Aoyama、作曲・編曲：日比野裕史
  - スマートフォン向けアニメーションロールプレイングゲーム『ザクセスヘブン』主題歌
10. Realize![3:50]
作詞・作曲・編曲：板倉孝徳(Hifumi, inc.)
  - テレビ東京系アニメ『プリパラ』第3クールオープニングテーマ。
11. ayatsunagi[5:14]
作詞・作曲・編曲：板倉孝徳(Hifumi, inc.)

### DVD

#### Type-A
2nd Anniversary Live〜Dream Evolution〜   
1. ミラクル☆パラダイス
2. Dream☆Land
3. i☆Doloid
4. 徒太陽
5. イチズ
6. らむねサンセット
7. No D&D code（Dressing Pafé）
8. Pretty Prism Paradise!!!（SoLaMi♡SMILE）
9. 『第38期藍本女子高等学校生徒会活動日誌 あいぽん』
10. Secret Pure Love
11. Happy New World☆
12. Special Kiss
13. ユメノツバサ
14. 幻想曲WONDERLAND
15. §Rainbow
16. Color
17. ココロノヲト
18. Make it!

#### Type-B
2014/3/30 新宿BLAZE「i☆Ris STEP INTO THE RAINBOW」（一部収録）+Off Shot Movie 
1. i☆Doloid
2. §Rainbow
3. イチズ
4. outshine（秋月マキシ）
5. KIRA-KIRAしましょう?（秋月マキシ）
6. Happy New World☆
7. 幻想曲WONDERLAND
8. ウィーアー!
9. Color
10. らむねサンセット
11. 徒太陽
12. STEP INTO THE RAINBOW〜Off Shot Movie〜